# Holidate
Holidate è un film del 2020 diretto da John Whitesell.
Commedia romantica statunitense con protagonisti Emma Roberts e Luke Bracey.

## Trama
Sloane è una ragazza, rimasta l'unica in famiglia single, dopo essere stata lasciata dal suo fidanzato per una molto più giovane, viene continuamente ossessionata dai parenti affinché trovi un fidanzato che rispecchi le aspettative. Durante la cena della vigilia di Natale, scopre che sua zia Susan usa uno stratagemma, un festa-amico, ossia uno sconosciuto che si porta a casa per ogni festa diversa. Jackson è un ragazzo che vive lontano dalla famiglia e per non passare da solo le feste decide di effettuare degli appuntamenti al buio, ma l'ultimo ha effetti disastrosi per la semi psicosi della ragazza e della sua famiglia. I due si incontrano in un centro commerciale dove restituiscono dei regali inappropriati, si raccontano le loro vicende e decido di diventare festamici fissi per tutte le festività che richiedono delle partecipazioni. La madre di lei continua a presentarli degli uomini fino a quando non arriva al giovane medico Faarooq, il quale oltre a piacere alla madre è apprezzato da tutti i famigliari ma ignorato da Sloane. Durante la festa del 4 luglio mentre sono tutti al lago Jackson si fa esplodere un dito con un petardo difettoso, portato al pronto soccorso da Sloane viene operato da Faarooq, il quale suscita la gelosia di Jackson per gli atteggiamenti che la ragazza tiene con lui. La sera dopo l'intervento viene accompagnato a casa e Sloane si prende cura di lui andando oltre il contratto di festa-amici. Per il matrimonio del fratello di Sloane, anche se con poco gradimento, decidono di andare con due accompagnatori diversi, Sloane va con Faarooq e Jackson con Susane. Ma gli accompagnatori di questi due iniziano una storia proprio durante la festa. Per Halloween Sloane e Jackson decidono di andare alla festa insieme ma durante questa, la ragazza ha una crisi scoprendo che il suo ex sta aspettando un figlio dalla nuova compagna appena conosciuta, per questa viene accompagnata a casa dall'amico e passano la notte insieme. Ma i due sono in imbarazzo anche se attratti e decidono di distanziarsi. Per il giorno del ringraziamento scoppia una lite fra i due che decidono di intraprendere strade diverse, ma fra mille ripensamenti quando si incontrano in un centro commerciale non trattengono i loro sentimenti e decidono di fidanzarsi.

## Produzione
Nel marzo 2019 è stato annunciato che Emma Roberts avrebbe preso parte a questo progetto, per la regia di John Whitesell, da una sceneggiatura di Tiffany Paulsen. McG e Mary Viola sarebbero stati i produttori, sotto il nome della loro casa di produzione Wonderland Sound and Vision, e Netflix si sarebbe occupata della distribuzione. A maggio dello stesso anno Luke Bracey, Jake Manley, Jessica Capshaw, Andrew Bachelor, Frances Fisher, Manish Dayal e Kristin Chenoweth si sono uniti al cast, e a giugno si è aggiunto Alex Moffat.

### Riprese
Le riprese sono iniziate a maggio 2019 ad Atlanta, in Georgia.

## Colonna sonora
La colonna sonora è stata composta dal produttore di musica hip hop Dan the Automator.

## Distribuzione
Il film è stato distribuito in tutto il mondo sulla piattaforma Netflix il 28 ottobre 2020.

## Accoglienza
Il film sull’aggregatore Rotten Tomatoes ha ricevuto il 43% di recensioni positive, basato su 23 recensioni, con una media di 4.94/10. Su Metacritic ha un punteggio di 41%, basato sulle recensioni di cinque critici.